# Perihélium

A pályának a Naphoz legközelebb, illetve legtávolabb eső pontját nevezzük perihéliumnak és aphéliumnak. A perihélium távolságát a Naptól perihéliumtávolságnak, az aphélium távolságát aphéliumtávolságnak nevezzük

A perihélium vagy napközelpont egy heliocentrikus pályán keringő égitest pályájának azt a pontját jelenti, amely a Naphoz a legközelebb esik. Az egyik apszispont. Ellentéte (a pálya Naptól legtávolabbi pontja) az aphélium. Az aphéliumtávolság és a perihéliumtávolság különbsége annál nagyobb, minél nagyobb a pálya excentricitása; ennek megfelelően az üstökösökre általában jellemző a nagy különbség. A perihéliumban a legnagyobb az égitest pályasebessége is.
A Föld napközelpontja 147,1 millió km-re, naptávolpontja 152,1 millió km-re található a Naptól.
Különbséget kell tennünk a Föld-Hold rendszer közös tömegközéppontja, illetve a Föld középpontja Naphoz legközelebbi pozíciója között. Ez utóbbi a Föld-Hold kepleri pályája január 4-i perihéliumától ±2 nappal térhet el, egyrészt a Hold pillanatnyi helyzete, másrészt a szökőévi nap eltolódása miatt.

## Lásd még
Pálya (csillagászat)